# Robert Scipio von Lentulus

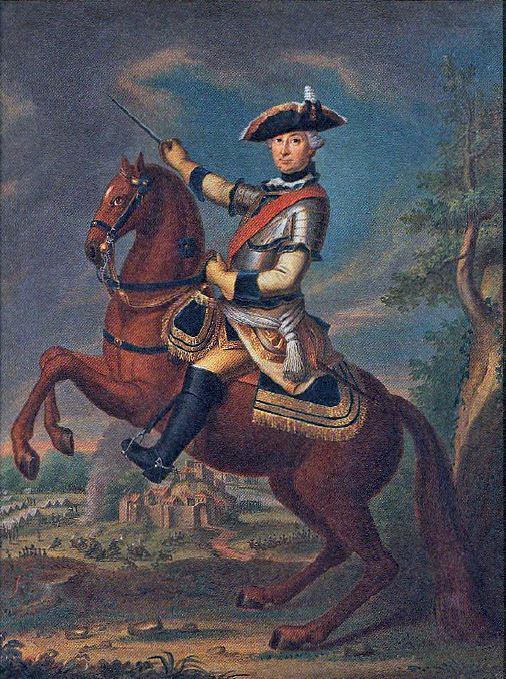
Robert Scipio von Lentulus, anonymes Bildnis (um 1760)

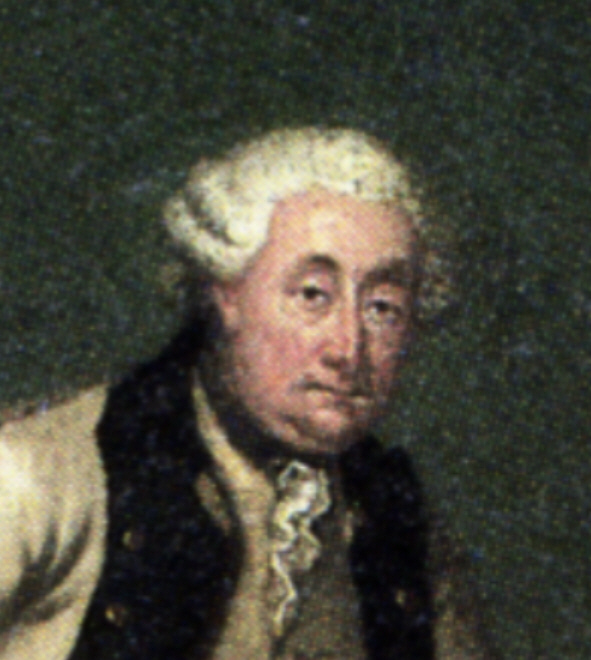
Robert Scipio von Lentulus

Robert Scipio Freiherr von Lentulus (* 18. April 1714 in Wien; † 26. Dezember 1786 in Bern) war Offizier in österreichischen Diensten, bevor er in  Preußen zum Generalleutnant aufstieg. Er stand zuletzt in bernischen Diensten.

## Leben

### Dienst in der Österreichischen Armee
Robert Scipio Freiherr von Lentulus entstammte einem angeblich ursprünglich römischen Geschlecht (wohl eher Linser), das ab 1592 in Bern ansässig war. Sein Vater, Cäsar Joseph von Lentulus († 1744), stand in österreichischen Kriegsdiensten und auch Robert Scipio trat nach Ausbildung auf der Wiener Jesuitenschule 1728 als Fähnrich in das österreichische Heer, nämlich in das Dragonerregiment von Philippi, ein.
Im Polnischen Erbfolgekrieg nahm Lentulus am Feldzug des Jahres 1734 in Italien teil als Adjutant des Feldmarschalls Graf Mercy, der am 28. Juni in der Schlacht bei Parma fiel, und kam 1735 auf dem Kriegsschauplatz am Rhein zum Einsatz. Er kämpfte im Russisch-Österreichischen Türkenkrieg von 1737–39 und von 1742–44 im Feldzug in Bayern und Böhmen während des Österreichischen Erbfolgekrieges. Auch zu militärisch-diplomatischen Verhandlungen wurde Lentulus hinzugezogen, so zur Ordnung der Quartierlinie zwischen den kriegführenden Parteien nach dem Waffenstillstand von 1735 und zur Grenzregulierung zwischen dem Banat und Serbien nach dem Belgrader Frieden. Lentulus bildete sich außerdem geistig weiter und unternahm größere Reisen in Italien und in den Orient.

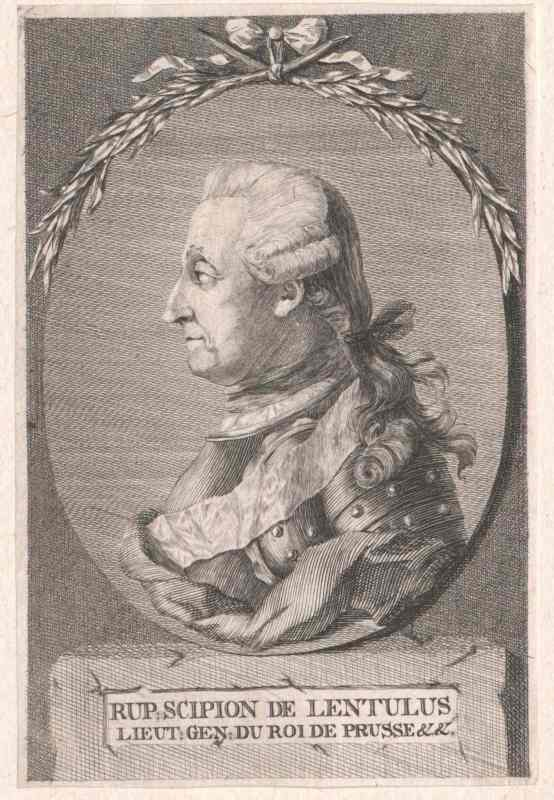
Robert Scipio von Lentulus

Entscheidend für Lentulus’ weitere Laufbahn war sein Verhalten gegenüber dem preußischen Befehlshaber Einsiedel bei der Übergabe von Prag während des Zweiten Schlesischen Krieges am 16. September 1744. Lentulus, zu der Zeit Hauptmann, weigerte sich, die Kapitulationsurkunde mit zu unterzeichnen und zerbrach seinen Degen mit der zornigen Begründung, er sei zum Kämpfen nach Prag kommandiert worden, aber nicht, um sich zu ergeben. Dies beeindruckte den preußischen König Friedrich II. so sehr, dass er Lentulus in seinen Dienst aufnehmen wollte.

### Dienst in der Preußischen Armee
Lentulus lehnte zunächst ab, verließ aber die Österreichische Armee, um für einige Zeit nach Bern zu gehen. Nach dem Friedensschluss von 1745 trat Lentulus 1746 auf Vermittlung des Fürsten Leopold von Anhalt–Dessau als Kavallerie-Offizier im Dienstgrad Major in die Preußische Armee ein. Friedrich erwies ihm dabei durch die Ernennung zum Flügeladjutanten und die Rückdatierung des Offizierspatents auf das Datum der Übergabe von Prag außerordentliche Gunstbezeugungen.
Lentulus’ Heirat 1748 mit Maria Anna von Schwerin (1720–1754), einer Tochter des preußischen Staats- und Kriegsministers Friedrich Bogislav von Schwerin (1674–1747) und Schwester des preußischen Generalmajors, Oberstallmeisters und Geheimen Etatsministers Graf Friedrich Albert von Schwerin (1717–1789), an welche König Friedrich bei dieser Gelegenheit eine Ode richtet, trug dazu bei, ihn in Preußen heimisch werden zu lassen. Er beteiligte sich stark am Aufbau der preußischen Reiterei.
Während des Siebenjährigen Krieges diente Lentulus zunächst im königlichen Hauptquartier und in diplomatischen Missionen, so überbrachte er nach der Schlacht bei Lobositz die Siegesbotschaft nach London. Er kämpfte dann bei Prag und in der Schlacht von Kolin. Besonders zeichnete er sich als Reiterführer in der Schlacht von Roßbach aus, als er die Verfolgung der fliehenden Franzosen und der Reichsarmee führte. In der Folge wurde Lentulus bei der Truppe eingesetzt und führte eine aus dem Garde du Corps und einem Regiment Gensd’Armes gebildeten Brigade. Mit dieser Truppe zeichnete er sich in der Schlacht von Leuthen unter Zieten erneut aus, wofür sich Friedrich mit einer Zahlung von tausend Talern erkenntlich zeigte. Noch 1757 wurde Lentulus zum Generalmajor befördert.
Im April 1758 nahm Lentulus mit 7 Kürassierregimentern an der Belagerung von Schweidnitz teil und zog dann mit dem König weiter nach Mähren. In den Schlachten von Zorndorf und Hochkirch konnte er sich erneut auszeichnen. 1759 diente er in Schlesien, 1760 kämpfte er an der Spitze von zwei Dragonerregimentern in der Schlacht bei Liegnitz und befehligte im darauffolgenden Winter die Postierungen in Schlesien. Den Abschluss seiner Dienste in diesem Krieg war für Lentulus die Schlacht bei Reichenbach am 16. August 1762, wo er wesentlich zum Sieg der Preussen beitrug.
Im Jahr 1767 ernannte ihn Friedrich zum Generalleutnant und 1768 zum Gouverneur des damals unter preußischer Herrschaft stehenden Neuchâtel in der Schweiz. Lentulus hielt sich nur selten dort auf, gab das Amt jedoch erst 1779 offiziell auf.
Wie schon während seiner gesamten Laufbahn in Preußen gehörte Lentulus auch in den Jahren nach dem Krieg oft zur Umgebung des Königs, der ihn aufgrund seiner Bildung und Intelligenz schätzte. Bereits 1752 war Lentulus auf der Hochzeit des Bruders des Königs Heinrich mit der hessischen Prinzessin Wilhelmine anwesend. 1769 war Lentulus dann bei der Begegnung Friedrichs II. mit Kaiser Joseph II. in Neisse zugegen. Im Anschluss an die Erste Polnische Teilung entsandte Friedrich ihn 1773 nach Westpreußen, um von der neu erworbenen Provinz Besitz zu ergreifen und die preußische Herrschaft zu etablieren.
1778/79 nahm Lentulus im Dienst des Prinzen Heinrich am Bayerischen Erbfolgekrieg teil, trat danach allerdings wegen seines hohen Alters in den Ruhestand. 1780 verkaufte er das von ihm erworbene Rittergut Redekin mit dem von ihm errichteten Rokokoschlösschen.

### Dienst als Leiter des Berner Militärwesens und Lebensende

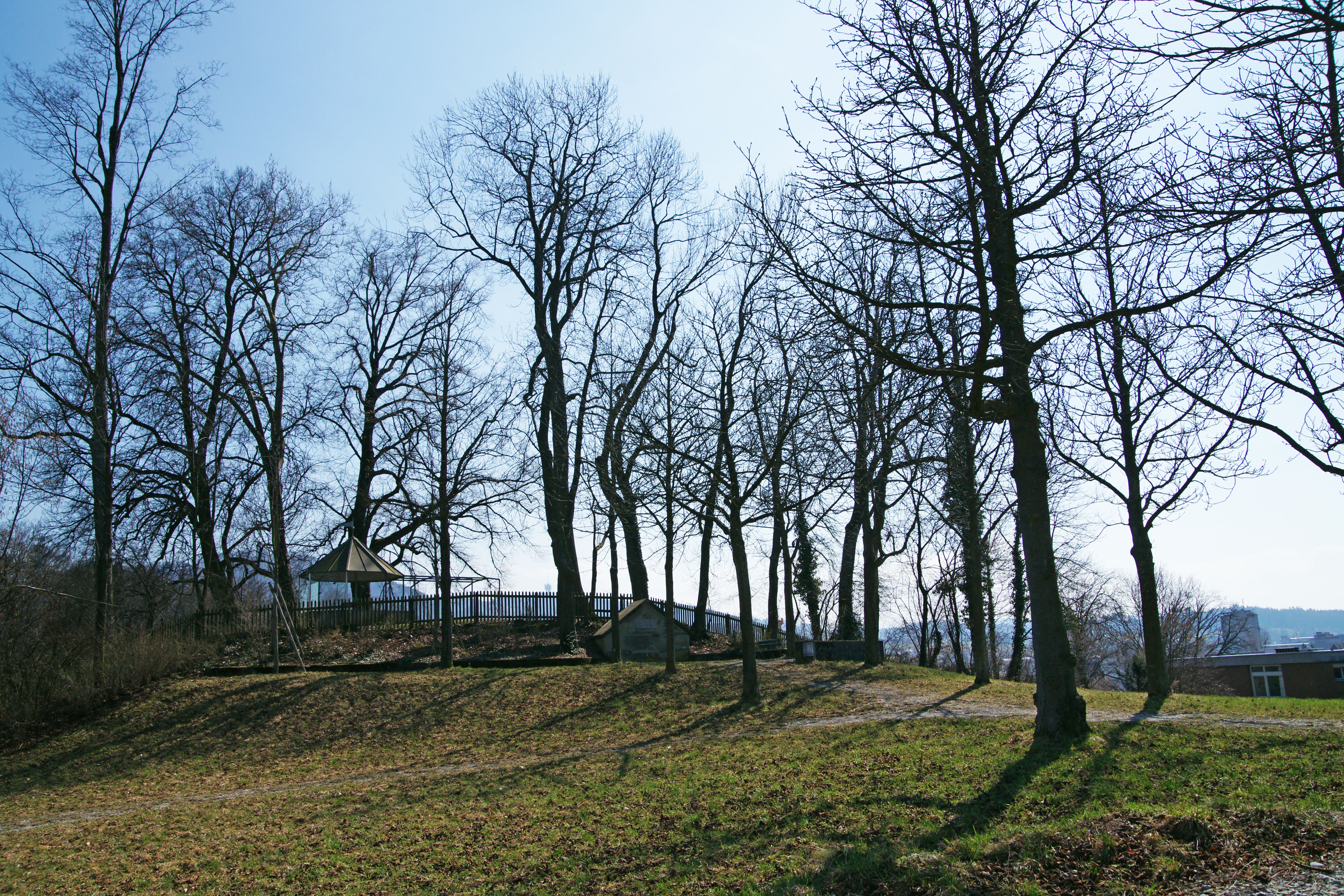
Lentulushubel in Bern (2010)

1779 kehrte Lentulus nach Bern zurück und leitete dort das Militärwesen. Auf Lentulus’ Empfehlung hatte die Stadt und Republik Bern bereits 1768 aus guten Schützen der oberländischen Regimenter die ersten drei Jägerkompanien gebildet. Im selben Jahr wurde Franz Rudolf Frisching zum Hauptmann der 1. bernischen Jägerkompanie ernannt.
Lentulus verstarb 1786 auf seinem Landgut Monrepos bei Bern, wo sich sein Grab auf dem höchsten Punkt des nach ihm benannten Lentulushügels befindet. In der Nähe wurde zudem eine Strasse nach Lentulus benannt.
Er war Ritter des Hohen Ordens vom Schwarzen Adler.

## Familie
Lentulus heiratete 1748 in Berlin Maria Anna von Schwerin (1720–1754), eine Tochter des Ministers Friedrich Bogislav von Schwerin. Das Paar hatte vier Söhne und eine Tochter. Im Jahr  1781 heiratet er Julie Rosine von Erlach, eine Tochter des Abraham von Erlach.